# Concerto pour clarinette no 2 d'Arnold
Pour les articles homonymes, voir concerto pour clarinette (homonymie).
Le Concerto pour clarinette no 2, op. 115, est le deuxième concerto pour clarinette écrit par le compositeur anglais Malcolm Arnold. Il a été commandé en 1974 par le clarinettiste Benny Goodman, qui avait donné la première américaine du Concerto pour clarinette no 1 de Malcolm Arnold en 1967.
À la fin des années 1960, Goodman a téléphoné à Arnold pour lui commander le concerto ; cependant, Arnold, croyant qu'il s'agissait d'une farce, a crié  « Sod off ! » (en français : « foutez le camp ») et lui a raccroché au nez,. Une fois cette confusion résolue, Arnold a accepté de composer la pièce. Une fois la pièce terminée, en avril 1974, Goodman se rend à Dublin pour récupérer la partition. Arnold la laisse dans sa chambre d'hôtel avec des fleurs et une bouteille de whisky Jack Daniel's. Quelques heures plus tard, il reçoit un appel de Goodman, qui note : « Je suis peut-être un peu défoncé mais je trouve ton concerto tout simplement génial ! »,
Le concerto est adapté aux antécédents de Goodman en matière de jazz : le premier mouvement, Allegro vivace, comprend une cadence marquée  « as jazzy and way out as you please » (en français : « aussi jazzy et déjantée que vous le souhaitez »). Le deuxième mouvement, Lento, est plus lyrique, bien que Paul Serotsky suggère que « cela aurait pu "orner" quelque film d'horreur ». Le dernier mouvement, Allegro non troppo, est également connu sous le nom de Pre-Goodman Rag et est caractérisé par des rythmes de ragtime.
Le concerto a été créé au Red Rocks Music Festival le 17 août 1974 par Benny Goodman et le Denver Symphony Orchestra. Lorsqu'il a été composé pour la première fois, peu de clarinettistes classiques étaient prêts à tenter une interprétation en raison de la qualité « scandaleuse » du mouvement final. Jack Brymer a été l'un des premiers, après Goodman, à interpréter l'œuvre en public, mais il ne l'a pas enregistrée. Depuis, plusieurs enregistrements ont été réalisés par divers musiciens.

## Instrumentation
La pièce est écrite pour une clarinette solo, un piccolo, deux hautbois, deux bassons, deux cors, des timbales, un jeu de trappes et des cordes.